# Gnomonia fimicola
Gnomonia fimicola är en svampart som beskrevs av M. Moreau 1948. Gnomonia fimicola ingår i släktet Gnomonia och familjen Gnomoniaceae.   Inga underarter finns listade i Catalogue of Life.